# تلفن همراه (مجموعه تلویزیونی)
تلفن همراه یک فیلم کوتاه تلویزیونی محصول سال ۱۳۸۷ به کارگردانی مسعود تکاور،   می‌باشد که از شبکه پخش شد.
آخرین فعالیت هنری داوود اسدی در عرصه سینما و تلویزیون نیز بازی در مجموعه «تلفن همراه» بود و یک روز از بازی وی در این سریال ۲۰ قسمتی نیز باقی مانده بود.

## بازیگران
- داوود اسدی (بازی وی در این مجموعه نیمه تمام ماند)